# Forset
Forset is een plaats in de Noorse gemeente Gausdal, provincie Innlandet. Forset telt 640 inwoners (2007) en heeft een oppervlakte van 0,9 km². Het dorp ligt aan Fylkesvei 255, ongeveer zes kilometer ten zuidwesten van Segalstad bru, de hoofdplaats van de gemeente.